# Bùi Hoài Lượng
Bùi Hoài Lượng (tiếng Trung: 裴怀亮; sinh tháng 5 năm 1941) là Thượng tướng Quân Giải phóng Nhân dân Trung Quốc (PLA). Ông từng giữ chức vụ Ủy viên Dự khuyết Ban Chấp hành Trung ương Đảng Cộng sản Trung Quốc khóa XIV, XV và XVI; Hiệu trưởng Đại học Quốc phòng Trung Quốc.

## Thân thế và binh nghiệp
Bùi Hoài Lượng sinh tháng 5 năm 1941, người Tân Giáng, tỉnh Sơn Tây. Tháng 7 năm 1961, Bùi Hoài Lượng gia nhập Đảng Cộng sản Trung Quốc đồng thời ông nhập ngũ. Ông từng đảm nhiệm quyền Trung đội trưởng; Tham mưu trưởng phòng Tác huấn Bộ Tư lệnh Tập đoàn quân; Phó tiểu đoàn trưởng; Tiểu đoàn trưởng; Tham mưu trưởng Trung đoàn; Trung đoàn trưởng.
Năm 1978, nhậm chức Trưởng phòng phòng Tác huấn Bộ Tư lệnh Tập đoàn quân 21 Lục quân. Năm 1980, nhậm chức Tham mưu trưởng Sư đoàn 61 Lục quân. Năm 1982, Bùi Hoài Lượng tốt nghiệp Học viện Quân sự Quân Giải phóng Nhân dân Trung Quốc, làm Phó sư đoàn trưởng Sư đoàn 61 Lục quân.
Năm 1983, Bùi Hoài Lượng được bổ nhiệm làm Tham mưu trưởng Tập đoàn quân 21 Lục quân. Tháng 8 năm 1985, nhậm chức Phó Tư lệnh Tập đoàn quân 21 Lục quân. Tháng 12 năm 1986, bổ nhiệm giữ chức Tư lệnh Tập đoàn quân 21 Lục quân. Tháng 9 năm 1988, Bùi Hoài Lượng được phong quân hàm Thiếu tướng.
Năm 1990, bổ nhiệm giữ chức Phó Tham mưu trưởng Quân khu Nam Kinh. Tháng 12 năm 1993, Bùi Hoài Lượng được điều sang làm Phó Tư lệnh Quân khu Tế Nam. Tháng 7 năm 1995, Bùi Hoài Lượng được thăng quân hàm Trung tướng.
Năm 2003, Bùi Hoài Lượng được bổ nhiệm làm Hiệu trưởng Đại học Quốc phòng Trung Quốc. Ngày 24 tháng 6 năm 2006, Bùi Hoài Lượng thụ phong quân hàm Thượng tướng. Tháng 8 năm 2006, Bùi Hoài Lượng được miễn nhiệm chức vụ Hiệu trưởng Đại học Quốc phòng, nghỉ công tác trong quân đội, kế nhiệm ông là Mã Hiểu Thiên.
Năm 2008, Bùi Hoài Lượng được bầu làm Ủy viên Ủy ban Thường vụ Đại hội Đại biểu Nhân dân Toàn quốc, Ủy viên Ủy ban Đối ngoại Nhân đại toàn quốc Trung Quốc khóa XI, nhiệm kỳ 2008—2013.